# Apol·lo i Dafne (Bernini)
Apol·lo i Dafne és una estàtua realitzada per Gian Lorenzo Bernini entre els anys 1622 i 1623. per encàrrec del cardenal Scipione Caffarelli-Borghese, Pertany a l'estil barroc.
Es tracta d'una escultura de grandària real, de marbre, exposada a la Galeria Borghese a Roma.
Representa el mite de Dafne, nom que en grec significa llorer. Era una nimfa filla del déu-riu Peneu que transcorre per la regió de Tessàlia. El déu Apol·lo, afectat per una de les fletxes d'Eros l'estimava, però ella no li corresponia i l'esquivava. En una ocasió Apol·lo la va perseguir, i ella va fugir cap a les muntanyes per evitar-lo; llavors ella es va encomanar al déu del riu Peneu, que la va transformar en un llorer. Dels seus peus anaven sortint arrels i les seves extremitats es convertien en frondoses branques de l'arbre que des d'aquest moment va ser consagrat al déu Apol·lo i va passar a representar-lo.
La transformació la relata Ovidi en les seves Metamorfosis (Llibre 1, 4). Aquest mite il·lustra l'origen d'un dels símbols típics del déu, la corona de llorer.
Tractant-se de l'encàrrec d'un cardenal, tot i la temàtica mitològica, l'obra i la faula que representa tenen una lectura simbòlica en clau de moral cristianaː aquell que es deixa captivat per l'amor i les sensacions fugisseres només recollirà fruits amargs.
Aquesta escultura captura el moment en què Dafne es transforma en llorer mentre escapa d'Apol·lo, que la perseguia enamorat.
Aquesta escultura es va inspirar en l'Apol·lo de Belvedere de Leocares. La composició es realitza en pla-relleu, amb dinamisme i difuminació.